# Cantón de Saint-Gaudens
El cantón de Saint-Gaudens es una división administrativa francesa, situada en el departamento de Alto Garona y la región de Mediodía-Pirineos.

## Composición
El cantón de Saint-Gaudens incluye veintiuna comunas:
- Saint-Gaudens
- Villeneuve-de-Rivière
- Labarthe-Rivière
- Valentine
- Miramont-de-Comminges
- Labarthe-Inard
- Landorthe
- Pointis-Inard
- Estancarbon
- Saint-Marcet
- Lodes
- Saux-et-Pomarède
- Saint-Ignan
- Larcan
- Savarthès
- Régades
- Lalouret-Laffiteau
- Aspret-Sarrat
- Lespiteau
- Rieucazé
- Lieoux